# Metropolia di Čeljabinsk

Localizzazione dell'oblast' di Čeljabinsk.

La metropolia di Čeljabinsk (in russo Челябинская митрополия?) è una delle province ecclesiastiche che costituiscono la Chiesa ortodossa russa.
Istituita dal Santo Sinodo il 26 luglio 2012, comprende l'intera oblast' di Čeljabinsk nel circondario federale degli Urali.
È costituita da 4 eparchie:
- Eparchia di Čeljabinsk
- Eparchia di Magnitogorsk
- Eparchia di Troick
- Eparchia di Zlatoust

Sede della metropolia è la città di Čeljabinsk, il cui eparca ha il titolo di "Metropolita di Čeljabinsk e Miass".